# ميرد
مريد (بالإنجليزية: Mered)‏ شخصية من الكتاب المقدس، ينتمي لقبيلة يهوذا، وعُرف بكونه زوج بِتياه، ابنة فرعون؛ والتي وفقًا للمدراش، اشتهرت بكونها حاضنة ومتبنية موسى.

## مريد في الأسطورة
ربطت التقاليد اليهودية هوية مريد مع كالب بن يوفنا، وأن زوجته هي الأم الحاضنة لموسى.